# Алиев, Кямран Байрам оглы
Кямран Байрам оглы Алиев (азерб. Kamran Bayram oğlu Əliyev, род. 18 ноября 1965, Белокан) — юрист, бывший заместитель генерального прокурора, начальник Главного управления по борьбе с коррупцией при генеральном прокуроре Азербайджанской Республики, Вице-президент международной ассоциации прокуроров мира, Государственный Советник Юстиции 1-го класса, член совета безопасности Азербайджана, генеральный прокурор Азербайджана (с 1 мая 2020 года).

## Биография
Кямран Алиев родился 18 ноября 1965 года в Балакенском районе Азербайджана, хотя он родом из села Эмир (Кедабекского района).
В 1987 году с отличием окончил юридический факультет Иркутского государственного университета. Затем получил назначение на должность следователя в Читинской транспортной прокуратуре. Позже также он работал старшим следователем в Транспортной прокуратуре Забайкалья.
В 1990-1993 годах продолжил образование в аспирантуре Научно-исследовательского института Генпрокуратуры СССР (затем Российской Федерации). В 1993 году получил степень кандидата юридических наук.
Затем получил перевод в органы прокуратуры Азербайджана.
С 2007 года возглавляет Главное управление по борьбе с коррупцией при Генпрокуроре. В 2014 году получил должность заместителя генерального прокурора.
1 мая 2020 Президент Азербайджана Ильхам Алиев подписал распоряжение о назначении Кямрана Байрам оглу Алиева Генеральным Прокурором АР.
Является государственным советником юстиции 1-го ранга (Генерал-полковник). Также является вице-президентом Международной ассоциации прокуроров мира.
31 августа 2022 года состоялся визит Кямрана Алиева в Иран. 

### Личная жизнь
Хорошо знает русский и английский языки.
Женат, двое детей.

## Награды
- Орден «Азербайджанское знамя» (27 сентября 2008 года) — за проявление высокого профессионализма в обеспечении законности в Азербайджанской Республике, проведении предварительного расследования по уголовным делам, раскрытии преступлений и защите государственного обвинения в суде, отличие при выполнении служебных обязанностей и по случаю 90-летия создания Прокуратуры Азербайджана[5].
- Орден «За службу Отечеству» II степени (28 сентября 2018 года) — по случаю 100-летнего юбилея создания прокуратуры Азербайджана и за высокий профессионализм, проявленный в обеспечении законности в Азербайджанской Республике, проведении расследования тяжких и особо тяжких преступлений, борьбе с коррупцией, защите государственного обвинения в суде, за отличие при выполнении служебных обязанностей[6].
- Медаль «За укрепление законности и правопорядка» (2022 год, Координационный Совет генеральных прокуроров государств — участниц Содружества Независимых Государств)[7].
- Медаль «За сотрудничества» (2023 год, Специальная следственная служба Литвы)[8].
- Медаль «За верность служебному долгу» (2024 год, Следственный комитет Российской Федерации)[9].

## См.также
- Гаралов, Закир Бекир оглы
- Генеральная прокуратура Азербайджана#Коллегия генеральной прокуратуры